# エンドレスアドバンス

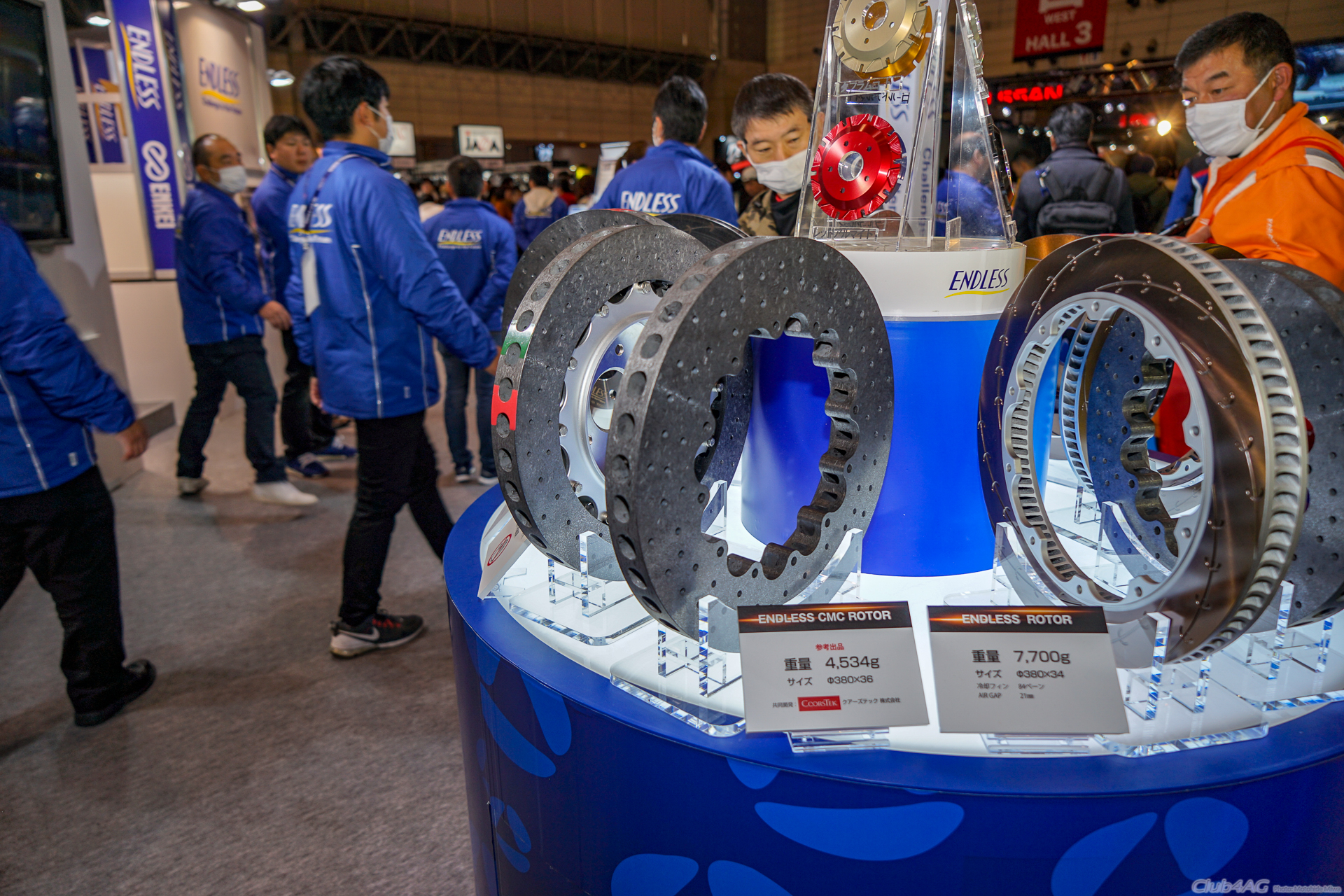
エンドレスのブレーキローター。左はセラミック基複合材料 (CMC) を使用した製品（東京オートサロン2019出展）。

株式会社エンドレスアドバンス（Endless Advance Co., Ltd. ）は、長野県佐久市に本社を置く自動車チューニングパーツメーカー。チューニングカー用ブレーキ部品製造販売で国内最大手である。

## 歴史
1986年よりブレーキパッドの開発に着手し、製造を開始する。1987年に株式会社エンドレスプロジェクト設立。設立直後には国内レースにおいてブレーキパッドのシェア70%を獲得。1988年に営業部門を担当する株式会社エンドレスアドバンスを設立（プロジェクトは開発・製造を担当）。立ち上げに関わった土屋圭市によると、設立当初は土屋込みで7人で立ち上げたという。
1994年、ZEALブランドが設立され、サスペンションやマフラーの製造も行われる。
1995年、香港のi.m.s.pと取引を開始
1999年スウェーデンのENDLESS BRAKE TECHNOLOGY(EUROPE)と取引を開始、タイのENDLESS BANKOKと取引を開始
2000年、アメリカのENDLESS U.S.Aと取引を開始
株式会社エンドレスアドバンス東京営業所を江東区亀戸へ移転
2002年、Super耐久シリーズ 1クラス ENDLESS ADVAN GTR シリーズチャンピオン獲得
スーパー1600 ルノーチームに供給開始、ロシアの9000RPM、AL TUNINGと取引を開始
2023年2月、創業者の花里功が死去。
2023年2月、代表取締役社長に花里亮拡が就任

## モータースポーツ活動

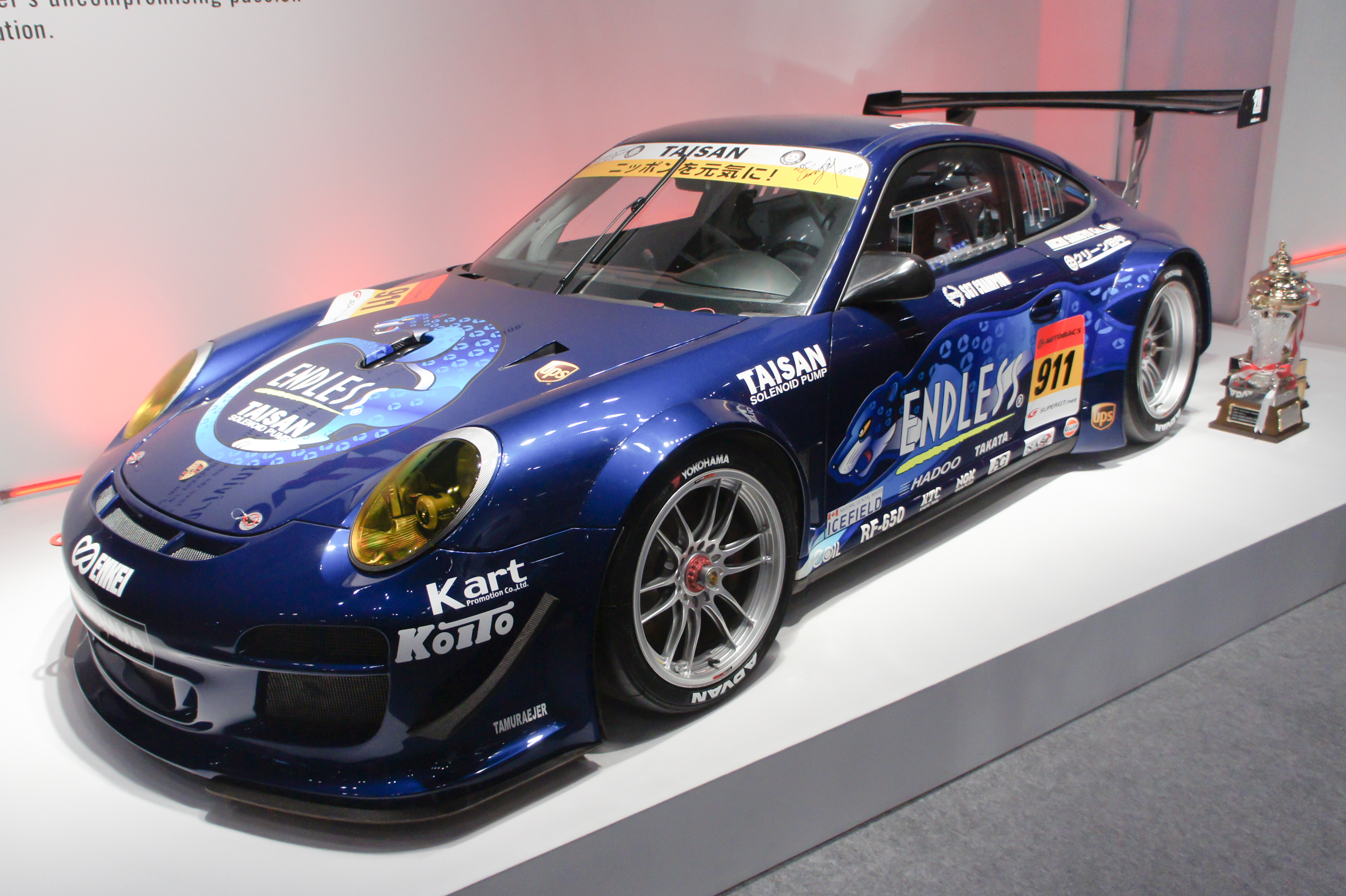
2012年のSUPER GT GT300クラスで優勝したチーム・タイサン・エンドレスのポルシェ911 GT3 R
（2013年の東京オートサロンにて）

1988年に株式会社エンドレススポーツを設立し自社チームを発足。自社メンテによりミラージュカップ参戦、91年シリーズチャンピオン。1992年シビックインターカップ参戦、東日本シリーズチャンピオン。（タイトルはどちらも木下みつひろ）
2008年はスーパー耐久、SUPER GTにENDLESS ADVANの名で日産・フェアレディZで参戦。マシンメンテナンスはRS中春に委託された。
2012年にはタイサンを支援してTEAM TAISAN ENDLESSとしてポルシェで参戦、峰尾恭輔/横溝直輝がGT300クラスのシリーズチャンピオンに輝いた。また同年スーパー耐久のST-1クラスでもチャンピオンとなっている。2016年はスーパー耐久のST-4クラスにて、トヨタ・86を運用してチャンピオンになった。
その他PWRCに出場している新井敏弘やパイクスピーク・ヒルクライムに出場する増岡浩にブレーキの供給をしていた他、WTCC、全日本ロードレース選手権、全日本ラリー選手権、WRC、グランダム・シリーズ、ニュルブルクリンク24時間、ダカール・ラリー、F1（B・A・R→ホンダF1→ブラウンGP→メルセデスAMG F1）など、世界中カテゴリの大小問わず幅広く部品を供給してきた。

## エンドレスレディ
エンドレスレディと称するレースクイーン集団が所属しており、毎年一定数を募集している。レース雑務の他にテレビ・雑誌などの媒体への出演などを目的としている。
他チームに比べてメンバーが多く、年によっては10人を超えることがあり、2005年度は13人を擁していた。また人気のあるメンバーは複数年在籍することがある。

### 主なエンドレスレディ経験者
（順不同、☆つきは2年以上）
- 浅丘瞳☆（1973年2月12日生まれ）東京都出身 血液型A型 身長166cm、B83cm-W57cm-H86cm。
- 松田ゆき子（YUKIKO）☆（1978年8月7日生まれ）福岡県出身 血液型A型 身長167cm、B90cm（Fカップ）-W57cm-H90cm。
- 谷本久美子（1974年11月12日生まれ）血液型A型
- 山田絵理子（1978年8月14日生まれ）血液型A型
- 山田道代
- 石黒美帆
- 神崎まゆ
- 武田真理子（1975年6月26日生まれ）血液型A型
- 沢木涼子
- 坂本奈緒子
- 若菜香里
- 高濱優子☆
- 栗原里奈
- 高野京子
- 矢頭奈津美
- 二宮理美
- 野口智子
- 藤崎美佳子
- 鈴木えみ
- 横山いづみ☆
- 後藤見佳☆（1980年8月16日生まれ）血液型A型
- 瀬戸美貴子（1980年4月7日生まれ）血液型A型
- 鈴木りな
- 相沢友子
- 松下果歩（1984年3月17日生まれ）神奈川県出身 血液型A型 身長167cm、B85cm（Dカップ）-W59cm-H86cm。
- 佐藤ゆりな
- 折原みか
- 山崎綾乃☆
- 水野ちはる☆
- 海川ひとみ
- 渡辺結花☆
- 浜田翔子☆（1986年1月1日生まれ）血液型A型
- 浜田コウ☆
- 清野紗耶香
- 神田茉里奈☆
- 上杉弘美☆
- 澤井玲菜☆
- 小川理子
- 森本真由子
- 永島さや佳☆
- 市ノ瀬由紀☆
- 鵜沢ひかり☆
- 舞崎ひろえ☆
- 會田ミナ☆
- 陣川萌子
- 金井宥希☆
- 小林愛里彩☆
- 福田りえ☆
- 白川さくら

## 130 COLLECTION
130 COLLECTION（イチサンマルコレクション）は、長野県南佐久郡佐久穂町高野町1828-1（中部横断自動車道・佐久穂インターチェンジ下車すぐ）にある自動車に関する博物館。旧車やレーシングカーを自走可能な状態で展示している。2021年3月開館。カフェ、レーシングガレージを併設。館名の「130」は会長・花里 功（いさお）の名にちなむ。